# Vännforsen
Vännforsen är ett naturreservat i Vännäs kommun i Västerbottens län.
Området är naturskyddat sedan 1978 och är 34 hektar stort. Reservatet omfattar en sträcka utmed östra sidan och stranden av Vindelälven. Reservatet består av Vännforsen och äldre tall, gran och lövskog i strandområdet.